# ستيف غيبونز
ستيف غيبونز (بالإنجليزية: Steve Gibbons)‏ هو سياسي أسترالي، ولد في 11 سبتمبر 1949 في ملبورن في أستراليا. حزبياً، نشط في حزب العمال الأسترالي. وقد انتخب عضو مجلس النواب الأسترالي عن دائرة بنديجو ‏ (3 أكتوبر 1998 – 5 أغسطس 2013).